# Tangled Threads
Tangled Threads er en amerikansk stumfilm fra 1919 af Howard Hickman.

## Medvirkende
- Bessie Barriscale som Margaret Wayne
- Rosemary Theby som Rita Kosloff
- Nigel Barrie som John Rutherford Wayne
- Henry Kolker som MacGregor
- Thomas Holding som Philip Northrop